# Revolte
Revolte is het voormalige tijdschrift van de extreemrechtse vereniging Voorpost, dat voornamelijk werd gelezen in Vlaanderen en Nederland. In het blad verschenen actieverslagen van de vereniging zelf en artikelen uit de Vlaamse, Nederlandse en Europese actualiteit. Onderwerpen waren onder andere islamisering, omvolking, de Vlaamse onafhankelijkheidsstrijd, ecologie, abortus, de verengelsing en de amerikanisering.
Het tijdschrift met zowel Vlaamse als Nederlandse medewerkers duidde zichzelf als Nederlands nationalistisch: "We oordeelden dat voor ons de nationale strijd niet ophoudt aan de 'Belgisch-Nederlandse' staatsgrens, maar in feite de héle Nederlanden moet bestrijken."

## Frequentie
Vanaf januari 2011 verscheen het als tweemaandelijks tijdschrift, met vijf reguliere nummers en een themanummer. Eerder waren dit per jaargang vier nummers en een themanummer.

## Geschiedenis
Het eerste nummer van het tijdschrift verscheen in de maand november van het jaar 1977. Het blad heeft in de loop der jaren vele medewerkers, vele schrijvers en verscheidene hoofdredacteuren gehad.

### Hoofdredacteuren
De hoofdredacteuren van het blad waren in de loop der jaren: Roeland Raes, Peter Logghe, Tim Mudde, Ignace Lowie, Wim van Dijck, Sjors Remmerswaal, Björn Roose en Luc Vermeulen.